# Mąkolno-Góry
Mąkolno-Góry (niem. Bergen Maifritzdorf) − nazwa niestandaryzowana, kolonia wsi Mąkolno w województwie dolnośląskim, powiecie ząbkowickim, w gminie Złoty Stok.

## Opis
Miejscowość położona jest na kilku wzniesieniach niedaleko doliny Lisi Zakręt, składa się z 6 gospodarstw domowych (razem 12 budynków). Znajduje się przy drodze krajowej nr. 46, graniczy z Zakładem, drugą kolonią wsi. W południowo zachodniej części przysiółka płynie potok Mąkolnica. 